# Gaydar
Gaydar (spojením „gay“ a „radar“) je hovorový termín označující předpokládanou schopnost poznat homosexuály na základě stereotypního hodnocení znaků vzhledu či chování. 
Za příznak sexuální orientace bývá často považována řada fyzických znaků i charakteristik chování. Může se jednat například o charakteristiky obličeje, postavy, hlasu, oblečení, pohybů nebo chování. 
Dr. Lorenza Colzato z univerzity v nizozemském Leidenu publikoval studii, podle níž homosexuálové mají větší schopnost rozeznat homosexuála než heterosexuálové.
Jaroslava Valentová zkoumá, na základě kterých znaků relevantně přisuzujeme sexuální orientaci, a také znaky, u nichž souvislost s mužskou sexualitou stereotypně předpokládáme, avšak v rozporu se skutečností. Při výzkumu byly použity statické fotografie tváří i celých postav, vzorky hlasu, oblečení, celková vizáž, chování. Z výzkumů se zatím zdá, že pouze na základě celkového chování daného člověka lze relevantně přisoudit sexuální orientaci neznámým mužům.
Podle studie „Internet Gaydar Survey“ 86,7 % homosexuálně orientovaných věřilo, že mají tuto schopnost, avšak 79 % homosexuálních respondentů se domnívalo, že tuto schopnost mají i heterosexuálně orientovaní, byť většina se domnívala, že homosexuálové jsou v rozeznávání úspěšnější. Za nejvýraznější znak bylo považováno nošení specifických odznaků a symbolů. Homosexuální muži mezi nejvýznamnějšími znaky jmenovali zaměření pohledu, jiskru v pohledu, předmět hovoru a způsob mluvy, heterosexuální muži chůzi, způsob mluvy, gesta a oblečení. Podle homosexuálních žen jsou nejdůležitějšími znaky oblečení, účes, jiskra v pohledu a předmět hovoru, podle heterosexuálních žen způsob mluvy, oblečení, chůze a gesta.
Podle české studie Doňkové pro homosexuální ženy jsou nejdůležitějšími znaky celkový vzhled, postoj a držení těla, chůze a pohledy, pro homosexuální muže pohledy, gesta, navštěvování homosexuálních klubů a pohyby.